# Kategoria e Parë 1963-1964
La Kategoria e Parë 1963-1964 fu la 26ª edizione della massima serie del campionato albanese di calcio concluso con la vittoria del Partizani, al suo decimo titolo.
Capocannoniere del torneo fu Robert Jashari (Partizani Tirana) con 9 reti.

## Formula
Come nella passata stagione le squadre partecipanti furono 12 e disputarono un turno di andata e ritorno per un totale di 22 partite.
L'ultima classificata retrocedette in Kategoria e Dytë.
La vincente si qualificò alla Coppa dei Campioni 1964-1965.

## Squadre
| Squadra             | Città        | Stadio | Stagione 1962-1963 |
| ------------------- | ------------ | ------ | ------------------ |
| Skënderbeu          | Coriza       |        | 8°                 |
| Labinoti            | Elbasan      |        | 5°                 |
| 17 Nëntori          | Tirana       |        | 4°                 |
| KF Partizani Tirana | Tirana       |        | Campione d'Albania |
| Dinamo Tirana       | Tirana       |        | 2°                 |
| Flamurtari          | Valona       |        | 7°                 |
| Besa Kavajë         | Kavajë       |        | 3°                 |
| Vllaznia            | Scutari      |        | 9°                 |
| Tomori              | Berat        |        | 10°                |
| Traktori            | Lushnjë      |        | 11°                |
| Lokomotiva          | Durazzo      |        | 6°                 |
| Luftëtari           | Argirocastro |        | Kategoria e Dytë   |

## Classifica finale
|                    | Pos. | Squadra     | Pt | G  | V  | N | P  | GF | GS | DR  |
| ------------------ | ---- | ----------- | -- | -- | -- | - | -- | -- | -- | --- |
| Albania (bandiera) | 1.   | Partizani   | 37 | 22 | 15 | 7 | 0  | 46 | 10 | +36 |
|                    | 2.   | Dinamo      | 32 | 22 | 14 | 4 | 4  | 44 | 26 | +18 |
|                    | 3.   | Besa Kavajë | 29 | 22 | 11 | 7 | 4  | 31 | 19 | +12 |
|                    | 4.   | Labinoti    | 27 | 22 | 11 | 5 | 6  | 37 | 29 | +8  |
|                    | 5.   | Flamurtari  | 26 | 22 | 9  | 8 | 5  | 22 | 18 | +4  |
|                    | 6.   | 17 Nëntori  | 25 | 22 | 8  | 9 | 5  | 32 | 21 | +11 |
|                    | 7.   | Lokomotiva  | 22 | 22 | 8  | 6 | 8  | 28 | 20 | +8  |
|                    | 8.   | Tomori      | 16 | 22 | 5  | 6 | 11 | 23 | 37 | -14 |
|                    | 9.   | Skënderbeu  | 15 | 22 | 5  | 5 | 12 | 20 | 33 | -13 |
|                    | 10.  | Traktori    | 14 | 22 | 7  | 0 | 15 | 21 | 40 | -19 |
|                    | 11.  | Vllaznia    | 14 | 22 | 4  | 6 | 12 | 29 | 49 | -20 |
|                    | 12.  | Luftëtari   | 7  | 22 | 2  | 3 | 17 | 13 | 44 | -31 |

Legenda:

      Campione d'Albania
      Retrocesso in Kategoria e Dytë
Note:

Due punti a vittoria, uno a pareggio, zero a sconfitta.

## Verdetti
- Campione: Partizani Tirana
- Qualificata alla Coppa dei Campioni: Partizani Tirana
- Retrocessa in Kategoria e Dytë: Luftëtari